# 振動理論
数学の常微分方程式の分野において、常微分方程式
{\displaystyle F(x,y,y',\ \dots ,\ y^{(n-1)})=y^{(n)}\quad x\in [0,+\infty )}
に無限個の根が存在するとき、その非自明解は振動的（しんどうてき、英: oschillating）であると言われ、そうでない場合には非振動的であると言われる。振動的な解が存在するとき、その微分方程式も振動的であると言われる。そのような根の数はまた、関連する境界値問題のスペクトルに関する情報ももたらす。

## 例
微分方程式
{\displaystyle y''+y=0\ }
は、sin(x) （の定数倍）を解とするため、振動的である。

## スペクトル理論との関係
振動理論は、1836年、ジャック・シャルル・フランソワ・スツルムによるスツルム＝リウヴィル問題の研究によって開始された。その研究においてスツルムは、スツルム＝リウヴィル問題の n 番目の固有関数にはちょうど n − 1 個の根が存在することを示した。1 次元シュレーディンガー方程式に対する、振動的か非振動的かという問題は、その連続スペクトルの底に固有値が集積するかという問題に答えるものであった。

## 相対振動理論
1996年、Gesztesy–Simon–Teschl によって、あるスツルム＝リウヴィル問題の 2 つの固有関数のロンスキー行列式の根の数は、対応する固有値の間の固有値の数を与えるものであることが示された。この結果はのちに、Krüger–Teschl によって、2 つの異なるスツルム＝リウヴィル問題の 2 つの固有関数の場合へと一般化された。2 つの解のロンスキー行列式の根の数の研究は、相対振動理論として知られている。